# Haematopinus eurysternus
Вошь коровья коротконогая, или Гематопин бычий, или Кровохлебка бычачья (лат. Haematopinus eurysternus) — вид вшей из семейства Haematopinidae. Постоянные паразиты домашнего крупного рогатого скота (коров). Космополит.

## Описание
Длина самцов 2,1—2,5 мм, длина самок 2,6—3,4 мм. Голова широкая и короткая (её длина примерно в 1,5 больше ширины; у Haematopinus asini в 2—3 раза), с постантеннальными углами. Усики 5-члениковые. Все пары ног примерно одинаковых размеров. Паразитируют на крупном рогатом скоте (Bos taurus). Обычно размещаются на голове, шее, плечах, подгрудках, крупе, спине, на хвосте и в промежности коров. Самка ежедневно кладёт 1—4 яйца овальной формы (1 мм на 0,5 мм) из которых через 9—19 суток появляются личинки. Весь жизненный цикл (от яйца до яйца) длится от 20 до 41 дня. Вне хозяина погибают от голода в течение 4 дней. Вид был впервые описан в 1818 году германским зоологом Христианом Людвигом Ничем (1782—1837) под названием Pediculus eurysternus Nitzsch, 1818.

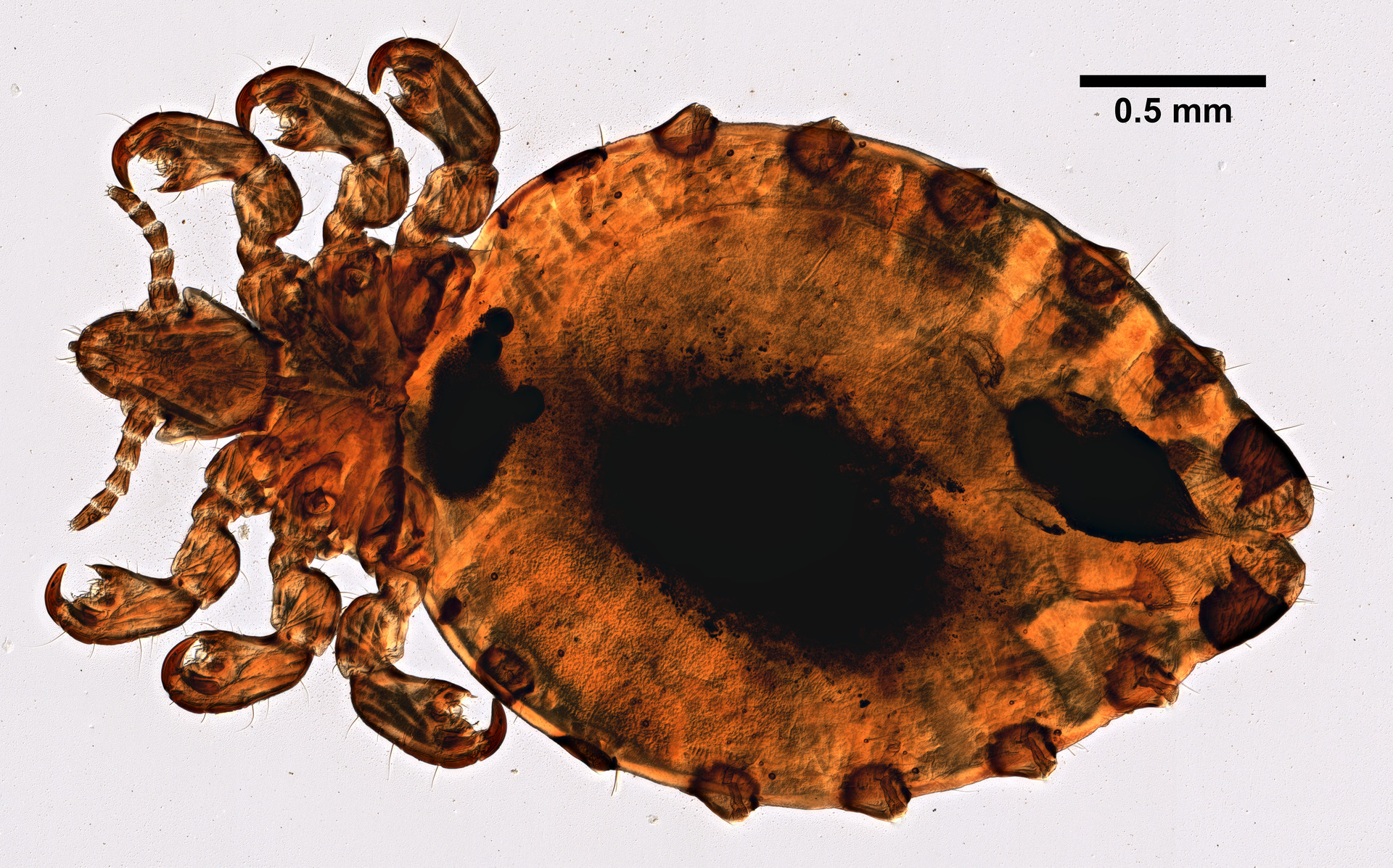
Самка